# تل مزیدی ۱
تل مزیدی ۱ مربوط به دوره هخامنشی است و در شهرستان خرم بید، بخش مشهد مرغاب، شمال دشت علفی، سمت جنوب تنگ حنا واقع شده و این اثر در تاریخ ۷ اسفند ۱۳۸۶ با شمارهٔ ثبت ۲۱۴۲۷ به‌عنوان یکی از آثار ملی ایران به ثبت رسیده است.